# ناکامورا-زا
ناکامورا-زا (به ژاپنی: 中村座 Nakamura-za)، یکی از سه نمایشخانه کابوکی در ادو بود دو نمایشخانه دیگر عبارتند از موریتا-زا و ایچیمارو-زا